# 2007年索尼愛立信公開賽
2007年索尼愛立信公開賽于2007年3月21日至4月1日在美國邁阿密舉行，又稱2007年邁阿密大師賽，為第23屆賽事，在ATP為大師系列賽之一，在WTA為一級錦標賽，這是一項男女合辦的賽事，舉辦於克蘭登公園網球中心。
2007年的邁阿密大師賽，出現了多場令人跌破眼鏡的賽局：
- 第一種子費德勒於男單第四輪以6比7、6比2、6比7敗給阿根廷吉列爾莫·卡尼亞斯，這是他單月二度敗給卡尼亞斯。
- 大會第十種子諾瓦克·喬科維奇，以6比3、6比4力克第二種子納達爾，報了先前在印第安維爾斯大師賽決賽落敗的一箭之仇。賽後德約科維奇表示，「這場勝利是我網球生涯迄今最重大的一仗。」
- 與德約科維奇一樣只有19歲的蘇格蘭選手安迪·穆雷，與第三種子羅迪克第一盤進行到一半，羅迪克因為受傷被迫棄賽，穆雷自動晉級。

除此之外，前一輪擊敗大威廉絲的第一種子莎拉波娃，第四輪碰到澳網冠軍賽剛擊敗她的小威廉絲，幾乎招架乏力，最後被小威以1比6、1比6，懸殊的比數直落兩盤，俯首稱臣。

## 冠軍

### 男子單打
諾瓦克·喬科維奇 擊敗  吉列爾莫·卡尼亞斯（6–3, 6–2, 6–4）
- 這是喬科維奇職業生涯第4個單打冠軍。

### 女子單打
莎蓮娜·威廉絲 擊敗  賈斯汀·海寧（0–6, 7–5, 6–3）
- 這是小威廉絲職業生涯第28個單打冠軍。

### 男子雙打
鲍勃·布赖恩 /  迈克·布赖恩

### 女子雙打
麗莎·雷蒙德 /  萨曼莎·斯托瑟

## 外部連結
- 官方網址